# Weimarski trokut
Weimarski trokut naziv je za vojni savez Francuske, Njemačke i Poljske nastao u njemačkom gradu Weimaru 1991.
Danas je taj savez uglavnom diplomatske prirode i bez veće geopolitičke važnosti.

## Povijest
Weimarski trokut osnovan je u njemačkom gradu Weimaru 28. kolovoza 1991. s ciljem pomoći Poljskoj u prijelazu iz komunističkog u demokratski oblik vlasti. Sastanku su nazočili ministri vanjskih poslova svake države: Roland Dumas iz Francuske, Hans-Dietrich Genscher iz Njemačke i Krzysztof Skubiszewski iz Poljske. Genscher je izabrao Weimar za inauguracijski sastanak jer se nalazio u bivšoj Istočnoj Njemačkoj.
Na sastanku 1992. u Francuskoj, Poljska je dobila pristanak Njemačke i Francuske za dobivanje posebnog statusa pridruživanja Zapadnoeuropskoj uniji, europskom ogranku NATO-a.
Savez se održava uglavnom u obliku summita čelnika država ili ministara vanjskih poslova triju država. Posljednji summit održan je 23. lipnja 2023. u Parizu. 
Savez je dobio posebnu pažnju tijekom ruske invazije na Ukrajinu, posebice u veljači 2024., nakon izjave bivšeg američkog predsjednika Donalda Trumpa da neće braniti NATO-ve saveznice u slučaju napada izvana.